# Mujer alada de Vietnam
La mujer alada de Vietnam es un supuesto ser que miembros del ejército estadounidense afirman haber avistado en 1969 en Vietnam.

## Apariencia
Se le describe con la apariencia de un humanoide de tonalidad oscura, una altura de aproximadamente 5 pies (1,5 metros) y con alas similares a las de los murciélagos. Al volar emite un resplandor de fulgor verdoso de sus alas y viaja completamente desnuda. De acuerdo a estos relatos, la criatura tendría ciertas semejanzas con la leyenda filipina del Aswang o las gárgolas.

## Avistamientos
La mujer alada de Vietnam fue presuntamente vista en julio o agosto de 1969 por tres Marines que hacían guardia cerca de Da Nang (Vietnam del Sur). Dichos Marines afirman haber visto con detalle a un ser que voló con lentitud sobre ellos a primeras horas de la mañana (1:00 a. m. - 1:30 a. m.), mostraba un halo de luz verdosa y a medida que se les acercaba pudieron distinguir que era una mujer alada.